# Aplocera lantosquata
Aplocera lantosquata är en fjärilsart som beskrevs av Thierry-Mieg 1910. Aplocera lantosquata ingår i släktet Aplocera och familjen mätare. Inga underarter finns listade i Catalogue of Life.